# Giant's Causeway

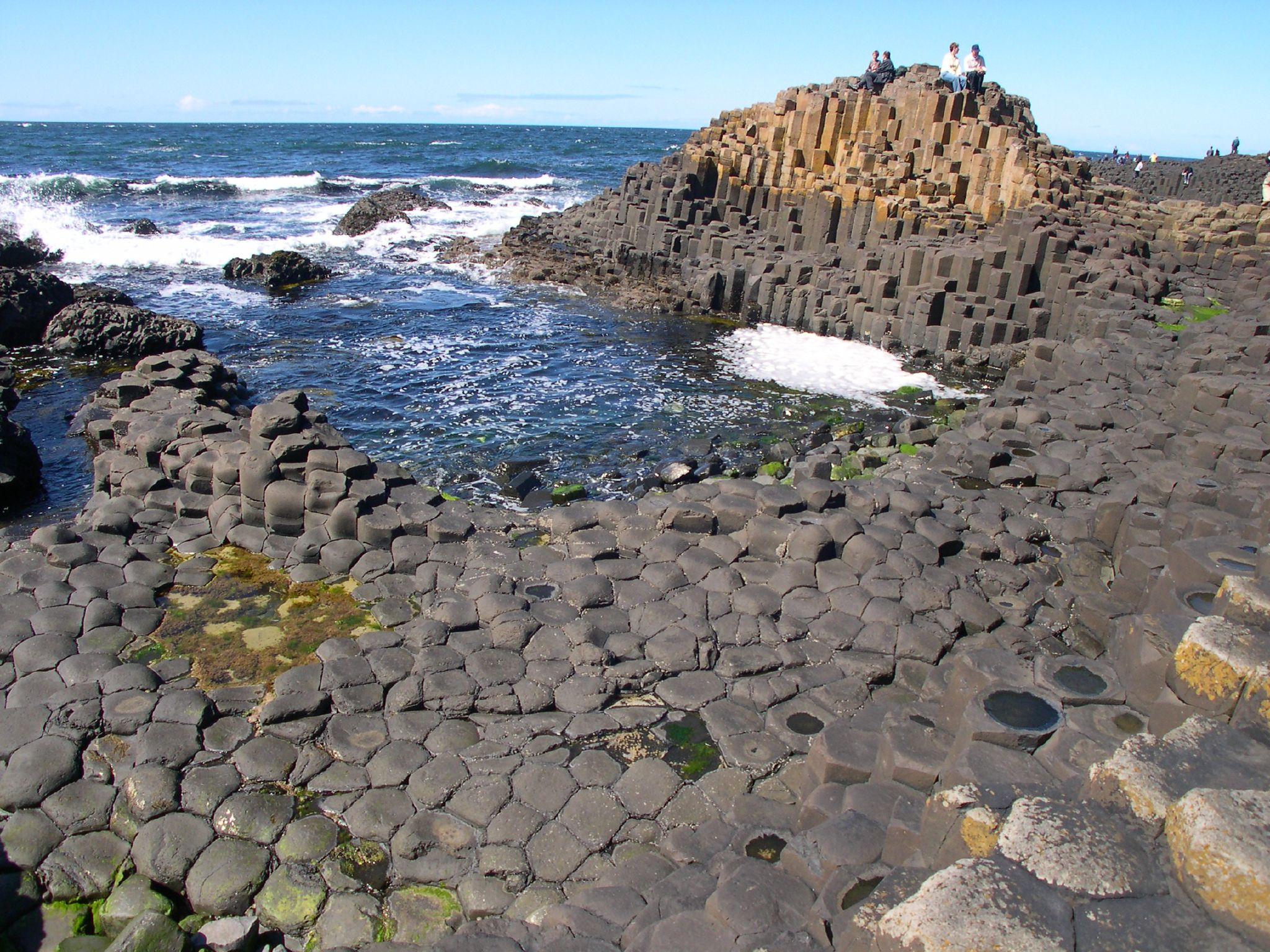
Giant's Causeway

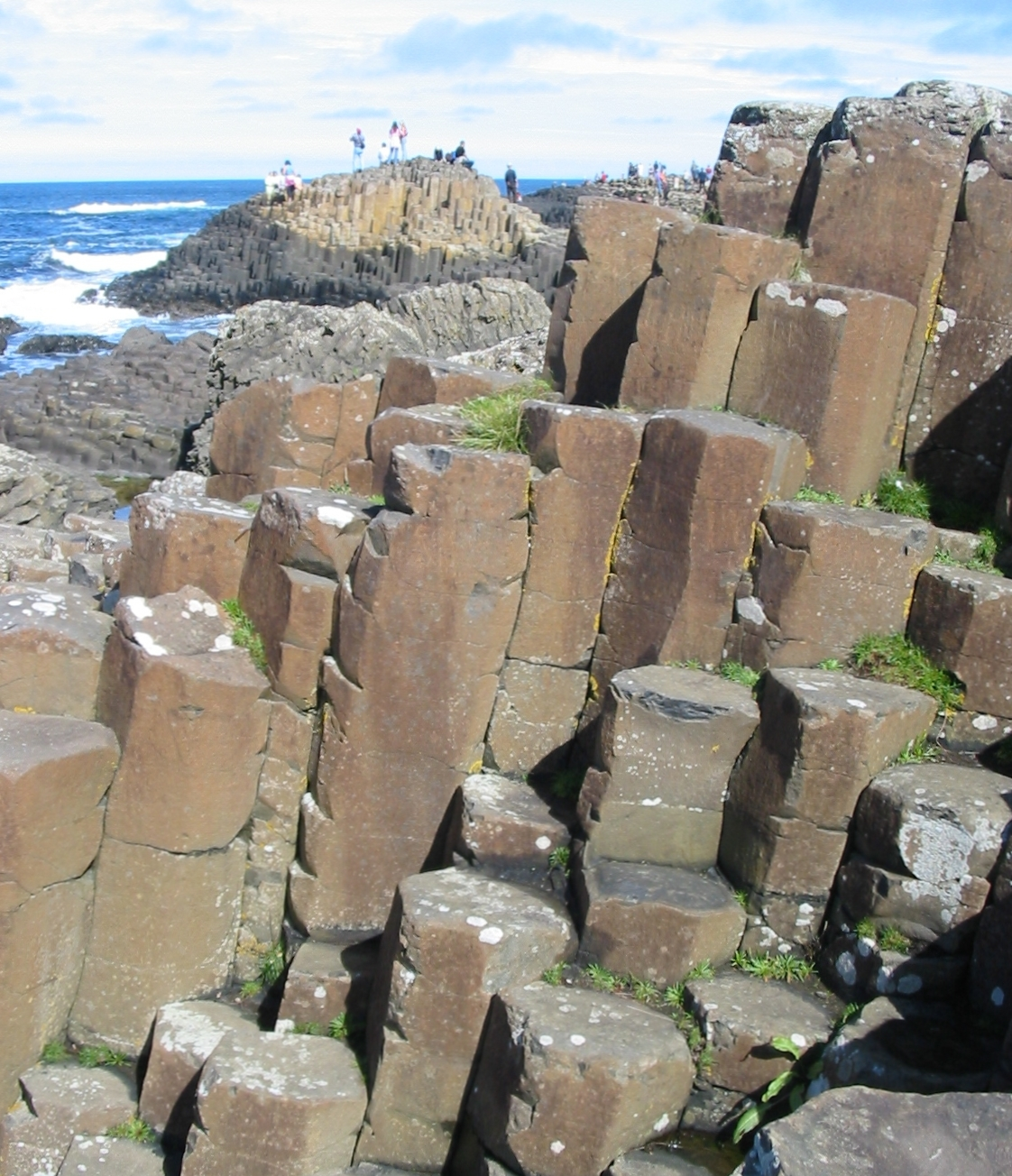
Giant's Causeway

Giant’s Causeway är ett område med pelarförklyftning på Antrimkusten i Nordirland med formationer bestående av över 40 000 svarta polygonformade, de flesta som hexagoner, basaltstenar. Fenomenet är ett resultat efter ett underjordiskt vulkanutbrott för omkring 60 miljoner år sedan. Utbrottet sträckte sig mot norr till Skottland, där liknande formationer återfinns på ön Staffa. Området är sedan 1986 upptaget på UNESCO:s världsarvslista.
De tusentals sexkantiga basaltpelarna är samlade i en klunga, som en jättelik vaxkaka och stenarna fortsätter från kustklipporna ner i vattnet och försvinner. Liknande strukturer finns på flera platser i världen, bland annat Panská skála i Tjeckien och Kirkjugólf på Island.

## Mytologi
Det finns olika legender om hur den irländska jätten Finn McCool skapade Giants Causeway. En berättar att han blev arg när han hörde att den skotska jätten Benandonner hånade hans sätt att slåss. Han kastade då ett meddelande som satt fast på en sten till Skottland; i meddelandet utmanade han Benandonner.
Benandonner kastade tillbaka en sten med meddelandet att han inte kunde anta utmaningen för att han inte kunde simma och därför inte kunde komma till Irland. Finn McCool ville inte låta Benandonner komma undan så lätt så han ställde upp pelarlika stenar som bildade en bro (causeway) åt Benandonner. När Benandonner kom över till Irland hade Finn utseendet av en jättebebis och bet Benandonner i handen. Sedan jagade han Benandonner tillbaka till Skottland, medan han kastade stora jordklumpar efter honom. Efter en av bitarna/jordklumparna skapades ett hål som fylldes med vatten och bildade den sjön Lough Neagh (Brittiska öarnas största insjö). En annan jordklump landade i havet och bildade ön Isle of Man.

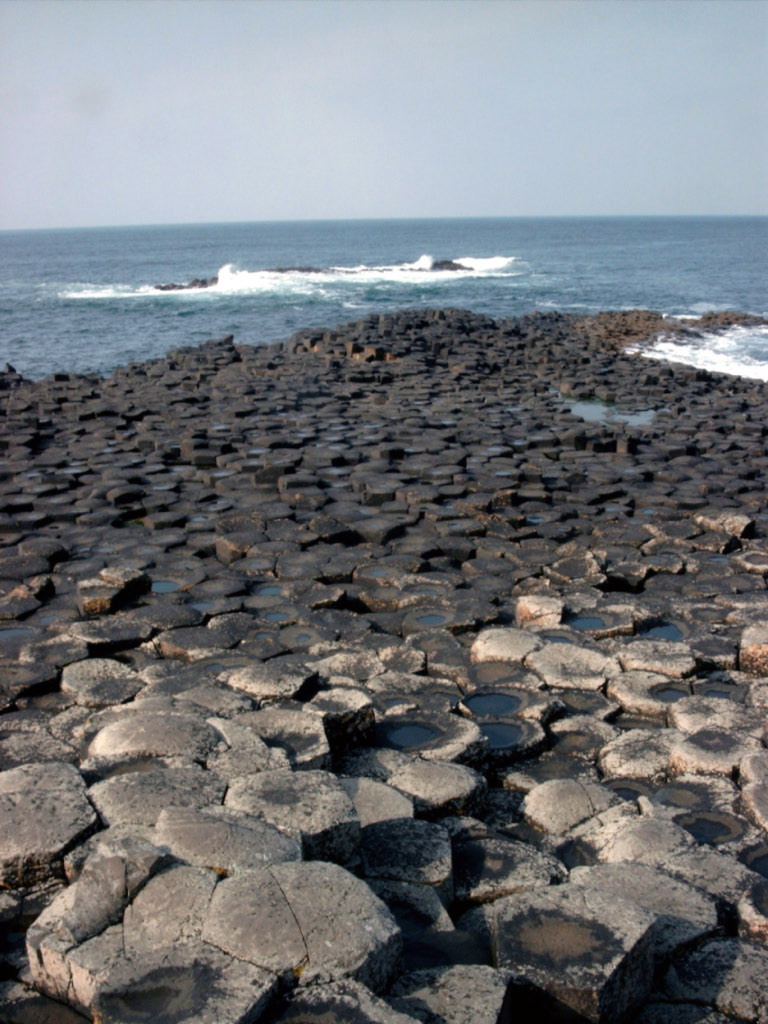
Giant's Causeway
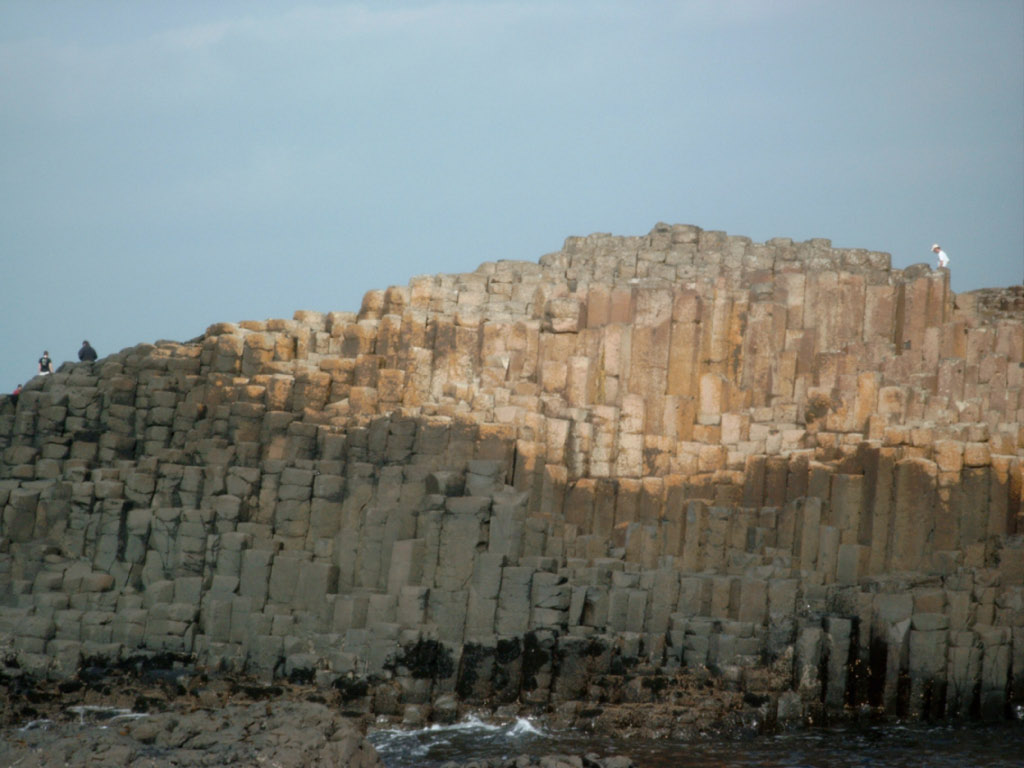
Giant's Causeway
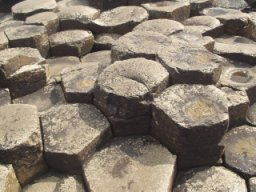
Giant's Causeway (närbild)